# Брегг (місячний кратер)
Кра́тер Брегг (лат. Bragg) — великий стародавній метеоритний кратер, що знаходиться на зворотному боці Місяця. Назва присвоєна на честь англійського фізика, лауреата Нобелівської премії з фізики за 1915 рік, Вільяма Генрі Брегга (1862—1942) й затверджена Міжнародним астрономічним союзом у 1970 році. Утворення кратера відбулось у донектарському періоді.

## Опис кратера

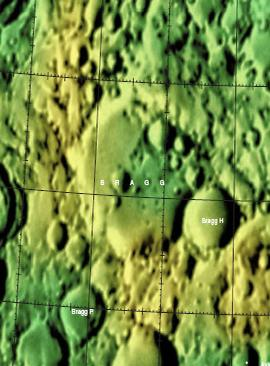
Фрагмент мапи LAC-36

Найближчими сусідами кратера є великий кратер Лакчіні на заході; великий кратер Стефан на північному заході; великий кратер Ринін на півночі; невеликий кратер Шенфельд на північному сході; великий кратер Авіценна на південному сході; величезний кратер Лоренц на півдні південному сході і великий кратер Вінлок на півдні південному заході.
Селенографічні координати центру кратера 42°20′ пн. ш. 103°26′ зх. д. / 42.33° пн. ш. 103.44° зх. д., діаметр 77,2 км, глибина 2,8 км.
За час існування кратер зазнав значних руйнувань і перетворився на зниження території неправильної форми. Найбільше збереглася західна частина валу, північна та східна частини практично повністю зруйновані. Південно-східна частина валу перекрита сателітним кратером Брегг H (див. нижче). Висота валу над навколишньою місцевістю 1380 м, об'єм кратера становить приблизно 6600 км3.

## Сателітні кратери
| Брегг | Координати                                                  | Діаметр, км |
| ----- | ----------------------------------------------------------- | ----------- |
| H     | 41°28′ пн. ш. 101°21′ зх. д. / 41.47° пн. ш. 101.35° зх. д. | 36,6        |
| M     | 38°52′ пн. ш. 102°46′ зх. д. / 38.87° пн. ш. 102.77° зх. д. | 44,3        |
| P     | 39°45′ пн. ш. 104°46′ зх. д. / 39.75° пн. ш. 104.76° зх. д. | 28,9        |

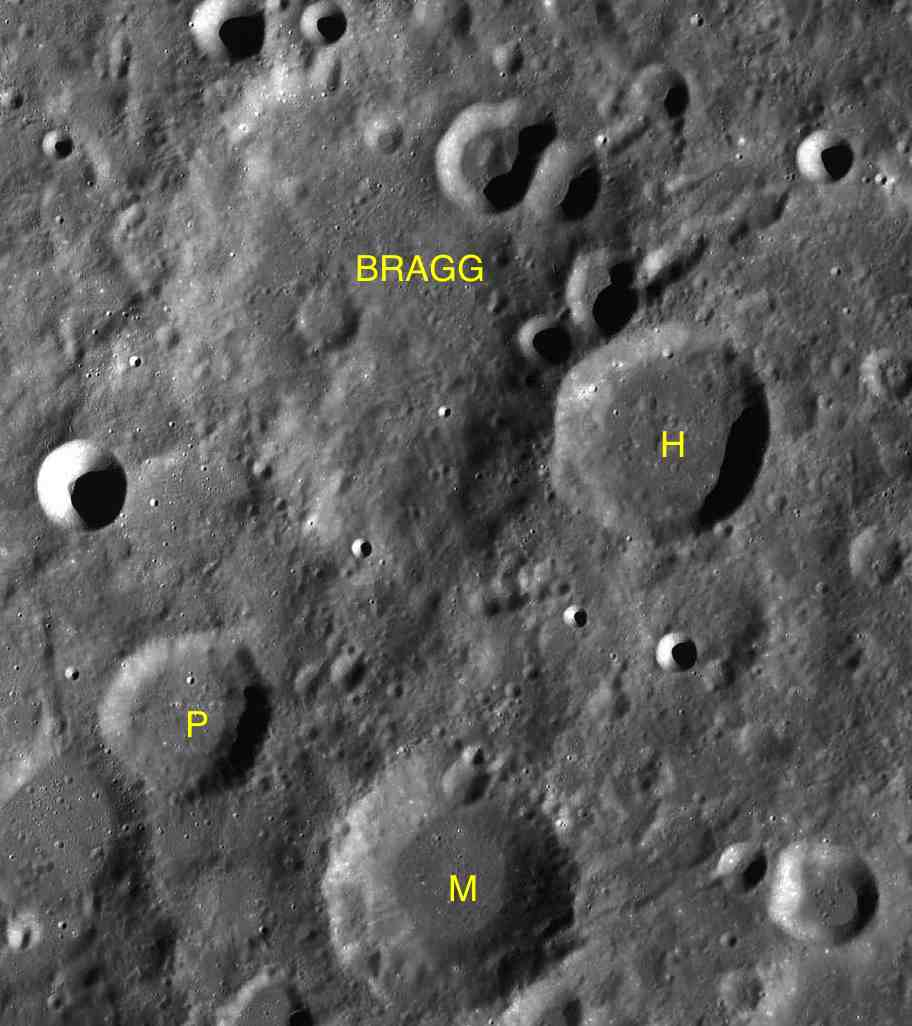
Фрагмент мапи LAC-36

- Утворення сателітного кратера Брегг H відбулося у ранньоімбрийському періоді[1].
- Утворення сателітних кратерів Брегг M і P відбулося у нектарському періоді[1].